# Slatina (distrikt i Bulgarien, Montana)
Slatina (bulgariska: Слатина) är ett distrikt i Bulgarien.   Det ligger i kommunen Obsjtina Berkovitsa och regionen Montana, i den västra delen av landet, 60 km norr om huvudstaden Sofia.
Omgivningarna runt Slatina är en mosaik av jordbruksmark och naturlig växtlighet. Runt Slatina är det ganska glesbefolkat, med 35 invånare per kvadratkilometer.